# Профспілкові вісті
«Профспілко́ві ві́сті» — друкована всеукраїнська щотижнева газета Федерації професійних спілок України (ФПУ).

## Історія
Історія видання «Профспілкові вісті» тісно пов'язана зі становленням і розвитком профспілкового руху в незалежній Україні. На Установчому з'їзді професійних спілок України 1990 року в Києві на базі Укрпрофради було створено Федерацію незалежних профспілок України (ФНПУ). Одразу після цього ФНПУ заснувала власний друкований орган — всеукраїнське щотижневе видання «Профспілкова газета». Чорно-білий тижневик виходив українською мовою на 8 сторінках формату А4. Видавець — інформаційне агентство профспілок України «Профінформ».
«Профспілкову газету» 1999 року перейменовано на «Профспілкові вісті», а з 2003-го вона почала виходити на 12 шпальтах. Потім щотижневик перереєстрували на двомовне 16 сторінкове видання (2006), а згодом з ініціативи редакції першу й шістнадцяту шпальти почали випускати в повному кольорі.
У жовтні 2010 року змінено дизайн газети, яка перейшла на повнокольоровий друк, запропоновано низку нових рубрик.
На виконання Стратегії інформаційної діяльності Федерації профспілок України на 2018—2021 роки підприємство «Профінформ» спільно з прес-центром ФПУ підготували новий формат газети «Профспілкові вісті» (оновлений № 17 газети випущено у світ 26 квітня 2018 року — напередодні Дня праці).

## Рубрики
Серед основних рубрик тижневика такі: «Суспільство», «Резонанс», «Соціальне партнерство», «Регіональні новини», «Людина і праця», «Листи в редакцію», «Офіційно», «Внутрішнє життя», «Культура», «Спорт» та ін. 

## Видавець
Підприємство «Профінформ» ФПУ, крім газети «Профспілкові вісті», з 1999 року видає щомісячну брошуру «Бібліотечка голови профспілкового комітету» на 48 сторінках формату А5. Це збірник документів, коментарів, практичних порад та методичних рекомендацій, які лідери профактиву можуть використовувати в повсякденній діяльності.
Директор підприємства й головний редактор газети Олексій Плаксін.